# Pecineaga
Pecineaga (in turco Pecenek) è un comune della Romania di 3 184 abitanti, ubicato nel distretto di Costanza, nella regione storica della Dobrugia.
Il comune è formato dall'unione di 2 villaggi: Pecineaga e Vânători.
La località prende nome dai Peceneghi, una popolazione nomade di ceppo turco, che si installarono in quest'area attorno al X-XI secolo.